# Jairo (Sänger)

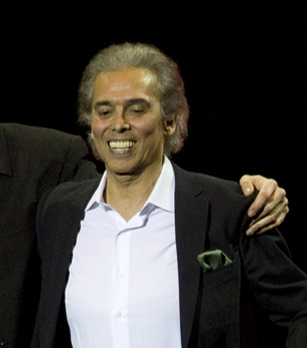
Jairo (2011)

Jairo (eigentl.: Mario Rubén González, * 16. Juni 1949 in Cruz del Eje) ist ein argentinischer Sänger.

## Leben und Wirken
González trat in seiner Jugend in verschiedenen Programmen in Córdoba auf und wurde Mitglied einer Rockgruppe namens Twister Boys. Er debütierte unter dem Namen Marito González im Hotel Savoy in Buenos Aires, trat in den nächsten Jahren in Fernsehshows wie der Show del Mediodía, Escala Musical und Sábados Continuados auf und veröffentlichte sein Debütalbum El laberinto.
1970 nahm er den Künstlernamen Jairo an und ging nach Madrid, wo sein Album Emociones entstand. Im Folgejahr erhielt er mit dem Song Javier y Paloma den zweiten Preis und den ersten Preis der Jury beim Festival de la Costa del Sol in Málaga. 1975 nahm er das Album Jairo canta a Borges, auf dem er Gedichte von Jorge Luis Borges, vertont von Astor Piazzolla, Carlos Guastavino, Julián Plaza, Eladia Blázquez, Alberto Cortéz, Facundo Cabral, Daniel Piazzolla, Eduardo Falú, Rodolfo Mederos und Gustavo Leguizamón sang.
Ab 1977 lebte Jairo in Frankreich und nahm dort mehrere französischsprachige Alben auf, darunter Les Plus Beaux Noêls und Vivre Libre, mit denen er je eine Goldene Schallplatte gewann. Mit dem Lied Les Jardins Du Ciel konnte er sogar eine Platin-Auszeichnung erreichen. 1981 nahm er mit Astor Piazzolla Lieder auf, die dieser und Horacio Ferrer für ihn komponiert hatten, darunter die Milonga de Trovador. Zu dem Album Le Diable (1984) drehte Jean Paul Bourdeauducq einen Kurzfilm, der in vielen Kinos Frankreichs gezeigt wurde. Auf dem Album La trace de mes pas (1986) sang Jaira u. a. Piazzollas Gotango nach einem Gedicht von Jean Marc Chérino.
1990 trat Jairo am Teatre des Mazades in Toulouse in der Show REVOLVER -El fantasma del Río de La Plata zum 100. Geburtstag von Carlos Gardel auf und sang dort Klassiker Gardels wie Volver, Cuesta abajo, Melodía de arrabal, Caminito, Mano a mano, Caminito soleado und Guitarra mía sowie Kompositionen Daniel Salzanos. Das Programm wurde im gleichen Jahr auf CD eingespielt.
1993 kehrte Jairo nach Argentinien zurück und trat am Opernhaus von Buenos Aires mit dem Programm Cielo auf, das auch als CD produziert wurde. Im nächsten Jahr beging er am Teatro Libertador San Martín in Córdoba und der Oper Buenos Aires sein fünfundzwanzigjähriges Bühnenjubiläum mit Musikern wie Pedro Aznar, Eladia Blázquez, Ana Belén, Mercedes Sosa, Víctor Heredia, Jaime Torres, Piero, Peteco Carabajal, Carlos Jiménez, Tomás Lipán und Silvia Lallana.
Auf der CD Atahualpa por Jairo sang Jairo Lieder von Atahualpa Yupanqui. Zwischen 2000 entstand das Diario del regreso von Oscar Cardozo Ocampo und Hamlet Lima Quintana über die Auffindung der Gebeine Ernesto "Che" Guevaras und ihre Überführung nach Kuba. Das Stück wurde auf der Plaza de la Revolución in Santa Clara uraufgeführt und drei Tage später am Teatro Nacional in Havanna gespielt. Nach seiner Rückkehr aus Kuba produzierte Jairo Puro Jairo, eine Auswahl seiner Lieder aus drei Jahrzehnten auf vier CDs.

## Diskografie
Alben
- 1979: Les Plus Beaux Noêls (FR: Gold)[1]
- 1980: Vivre Libre (FR: Gold)
- 1994: Cielos
- 1995: 25 Años vol 1 und 2
- 1996: Atahualpa por Jairo
- 1997: Estampitas
- 1999: Balacera
- 2000: Diario del Regreso
- 2001: Puro Jairo
- 2004: Ferroviario
- 2006: Jairo de Colección
- 2007: Criollo
- 2009: Los Enamorados

Videoalben
- 2003: Soy Libre